# Harplinge kyrka
Harplinge kyrka är en kyrkobyggnad som sedan 2022 tillhör Harplinge-Steninge församling (tidigare Harplinge församling) i Göteborgs stift. Den ligger i kyrkbyn Harplinge i Halmstads kommun.

## Historia
På den nuvarande kyrkans plats fanns tidigt en murad stenkyrka med romansk planform bestående av ett rektangulärt långhus och smalare absidförsett kor. Detta dokumenterat med planritning av målarmäster Peter Hallberg, 1815. Koret var sannolikt välvt under medeltiden. Ett lågt stentorn, uppfört 1651, fanns i väster. En ombyggnad av koret omtalas 1761, vilken dock troligen skedde på medeltidskyrkans ursprungliga grund. Åren 1815-17 förlängdes kyrkan österut efter ritning av Peter Hallberg. Kyrkan erhöll då ett korparti med halvrund avslutning. Då revs också ett murat vapenhus som tidigare funnits på långhusets sydsida. År 1819 målades kyrkans trätunnvalv med molnskyar av Jacob Magnus Hultgren. När den nuvarande kyrkan planerades avsåg man bibehålla delar av den gamla kyrkan. Så skedde dock troligen inte utan kyrkan revs i sin helhet på 1890-talet.

## Kyrkobyggnaden
Dagens kyrka uppfördes på den gamla kyrkans plats 1892-1893 efter huvudritningar av arkitekt Carl Fahlström, men med medverkan även av arkitekterna Gustav Pettersson och Sven Gratz. Invigningen hölls 1 augusti 1893 av biskop E H Rodhe.
Kyrkan består av ett rektangulärt långhus med korta, breda korsarmar, som även inrymmer inbyggnader för bl. a. sakristia, ett halvrunt korutsprång i öster och torn i väster.  Kyrkans långhus täcks av sadeltak som är högre och bredare över östpartiet, där korsarmarna skjuter ut med tvärställda sadeltak. Tornet kröns av murade gavlar och en hög, spetsig spira. De vitputsade murarna genombryts av rundvälvda fönsteröppningar, och det halvrunda korpartiet upplyses av en arkad av rundbågefönster. Ingångar genom korsarmarna i norr och söder samt via tornets bottenvåning. Kyrkans interiör fick sin nuvarande karaktär vid en genomgripande restaurering 1954 under ledning av arkitekt Sture Langö. Då togs korsarmarnas sidoläktare bort, den södra korsarmen inreddes som dopkapell och smårum avdelades i korsarmarna. Kormålningarna och de kolonner som bar upp läktare och innertak avlägsnades likaså.

## Inventarier
Av medeltidskyrkans inventarier behöll man endast predikstolen. De övriga placerades på kyrkvinden och på Halmstads konstmuseum. År 1954 uppges de ursprungliga 1600-talsmålningarna på predikstol, baldakin och altaruppsats vara övermålade med vit oljefärg i flera lager. Vid restaurering i mitten på 1900-talet sökte man ta fram de ursprungliga färgerna. 
- Predikstolen är snidad i ek 1616 med de fyra evangelisterna och sina attribut. I friserna står texter och årtalet 1769, allt målat av Johan Blomberg som även målade hela predikstolen det året.
- Baldakinen är samtida med predikstolen och angivet år 1616.
- Altaruppsatsen i barockstil är skuren i ek 1683. Centralt en skuren målad relief som föreställer Nattvardens instiftande. Bildhuggaren Gustav Kihlman har tillverkat altaruppsatsen.
- Dopfunten i trä är från 1702 och tillverkad av bildhuggare Gustav Kihlman.
- Korfönstrens glasmålningar har tillverkats av Neumann & Vogel 1907.
- Dopkapellets väggmålning utfördes av konstnär Hans Fagerström 1955.
- Basunängel är från 1700-talet.
- Kyrkans äldsta ljuskrona är från 1700-talet.
- Votivskeppet är från 1907.
- Den äldsta kyrkklockan är från 1666. Lillklockan göts i Jönköping 1775 av Elias Fries Thoresson.
- Ett epitafium från 1702 finns över kyrkoherden Christian Rolufsson Rudolphin utförd av Gustav Kihlman.
- Ljuskronor och lampetter i trä, den barmhärtige samariten i tenn, golvur, altarpallar, dopljusstake, series pastorum och cantorum, allt tillverkat av Erik Nilsson, Harplinge.
- Ett rökelsekar från medeltidskyrkan.

### Orgel
- 1789 byggde  Pehr Schiörlin, Linköping en orgel med 10 stämmor. Orgeln flyttades 1809 till Steninge kyrka.
- 1809 byggde densamme en orgel med 23 1/2 stämmor.
- 1893 byggde E A Setterquist & Son, Örebro en orgel med 19 stämmor.
- Den nuvarande pneumatiska orgeln är byggd 1929 av Lindegren Orgelbyggeri AB. Den omdisponerades 1938 av Th. Frobenius og Sønner Orgelbyggeri A/S och 1971 renoverades och omdisponerades den ytterligare av Tostareds Kyrkorgelfabrik. Orgeln har fria och fasta kombinationer, automatisk pedalväxling och registersvällare. Fasaden härstammar från 1893 års orgel.

| Huvudverk I     | Svällverk II         | Fjärrverk III   | Pedal         | Koppel    |
| Principal 8'    | Lieblich Gedackt 16' | Borduneko 8'    | Subbas 16'    | I/P       |
| Gedackt 8'      | Rörflöjt 8'          | Eolin 8'        | Violinbas 16' | II/P      |
| Oktava 4'       | Principal 4'         | Voix céleste 8' | Ekobas 16'    | II/I      |
| Gedacktflöjt 4' | Flöjt oktaviant 4'   | Spetsflöjt 4'   | Gedacktbas 8' | I 4'/I    |
| Oktava 2'       | Flageolett 2'        | Tremulant       | Oktava 4'     | II 16'/II |
| Mixtur III      | Kvint 1 1/3'         |                 | Flachflöjt 2' |           |
| Trumpet 8'      | Oboe 8'              |                 | Basun 16'     |           |
|                 | Crescendosvällare    |                 |               |           |

#### Kororgel
- 1987 byggde Åkerman & Lund Orgelbyggeri AB, Knivsta en mekanisk kororgel med delade register i manualen.

| Manual           | Pedal      | Koppel  |
| Bourdon 8' B/D   | Subbas 16' | Man/Ped |
| Flöjt 4' B/D     |            |         |
| Principal 2' B/D |            |         |
| Quint 1 1/3' B/D |            |         |
| Regal 8' B/D     |            |         |